# Schrammsteine
Die Schrammsteine sind eine langgestreckte, stark zerklüftete Felsgruppe des Elbsandsteingebirges, die sich östlich von Bad Schandau in der Sächsischen Schweiz befindet und in der Gemarkung Ostrau liegt. Im Norden werden sie durch das Kirnitzschtal und die Hohe Liebe, im Süden vom Elbtal und im Osten von den Affensteinen begrenzt. Der Malerweg führt in seiner 4. Etappe über die Schrammsteinkette.

## Gipfel
Der höchste Punkt der Schrammsteine ist der Hohe Torstein mit 425 m ü. NHN. Der Vordere Torstein (358,4 m ü. NHN) bildet den Anfang der Felskette im Südwesten, die sich dann, durchbrochen von drei mächtigen senkrechten Felsöffnungen, den sogenannten Schrammtoren fortsetzt. Weitere herausragende Klettergipfel sind (von Süd nach Nord) Meurerturm (355,4 m ü. NHN), Schrammtorwächter 357,8 m ü. NHN, Südlicher Osterturm 366,5 m ü. NHN, Nördlicher Osterturm 370,8 m ü. NHN, Dreifingerturm 374,3 m ü. NHN, Mittlerer Torstein 423,6 m ü. NHN, sowie östlich abgesetzt auf dem Grat die Felsnadel Tante 403,1 m ü. NHN. Außerdem gehört der einzeln stehende Falkenstein mit einer Höhe von 381,2 m ü. NHN zu den Schrammsteinen. An der touristisch zugänglichen Schrammsteinaussicht, 417,2 m ü. NHN enden die „Vorderen Schrammsteine“. In Richtung Schmilka schließen sich die „Hinteren Schrammsteine“ an. Die gesamte Schrammsteinkette umfasst 80 Gipfel. Die Nordwand des Hohen Torsteins ist eine der höchsten Felswände der Sächsischen Schweiz. Ihre Gesamt-Relativhöhe einschließlich zweier Sockelstufen bis zum Gipfel beträgt 118 Meter, ab eigentlichem Wandfuß gemessen sind es 87 Meter.

## Zugänge
Von Ostrau kommend ist der Zugang über den Lattengrund (blauer Strich) oder den Schiessgrund (grüner Punkt) möglich. Ab dem Schrammtor führt der Wildschützensteig (blauer Strich), der am oberen Ende nur in eine Richtung begehbar ist (im Abstieg ist der Jägersteig zu nutzen), auf den Grat. Die letzten Höhenmeter sind teilweise über Eisenleitern zurückzulegen.
Vom Kirnitzschtal kommend gelangt man vom Parkplatz Nasser Grund über die gleichnamige Schlucht ebenfalls zu den Schrammsteinen. Über den Gratweg (später auch Schrammsteinweg) gelangt man zu den Affensteinen und dem Großen Winterberg, wobei der Zurückesteig passiert werden muss, ein knapp 500 Meter langer Pfad über Eisentreppen und zerklüftete Felsen.
Am hinteren Ende der Schrammsteinkette befindet sich ein weiterer Auf- bzw. Abstieg. Dieser ist im Vergleich zu den bisherigen Aufstiegen deutlich weniger steil und verfügt über keine Metallleitern. Über das „schwarze Loch“ geht es hinab zum Zeughausweg und weiter ins Kirnitzschtal. Vorbei kommt man hier auch an einer der vielen Aussichten der sächsischen Schweiz, dem Lehnhorn, welches auch zum Klettern einlädt.
In Richtung Schmilka besteht eine weitere Auf- bzw. Abstiegsmöglichkeit. Über einfache Treppenelemente  kann vorbei am Breite-Kluft-Turm (ein Kletterfelsen) durch die breite Kluft bis ins Elbtal hinabgestiegen werden. Der Weg ist im oberen Abschnitt mit dem grünen Strich markiert.
Die Schrammsteine sind ein vielbesuchtes Touristenziel; besonders die Aussichten und der Gratweg erfreuen sich großer Beliebtheit. Sowohl Wanderer als auch Bergsteiger finden hier ein komplexes Felsenmassiv, das sich durch eine Vielzahl unterschiedlich schwieriger Wanderwege bzw. Kletterfelsen auszeichnet.

### Rotkehlchenstiege
Die Rotkehlchenstiege, am Südostrand der Schrammsteine, beginnt am Nordabschluss des Falkoniergrundes bei Schmilka und führt auf den Schrammsteinweg. Die Stiege überwindet mit 286 Stufen einen Höhenunterschied von etwa 150 Metern. Dabei führt sie über Holztreppen und einige steinige Passagen, insbesondere im oberen Abschnitt. 2012 wurden die bisherigen „Hühnerleitern“ durch Stufen aus Kunststoff ersetzt.

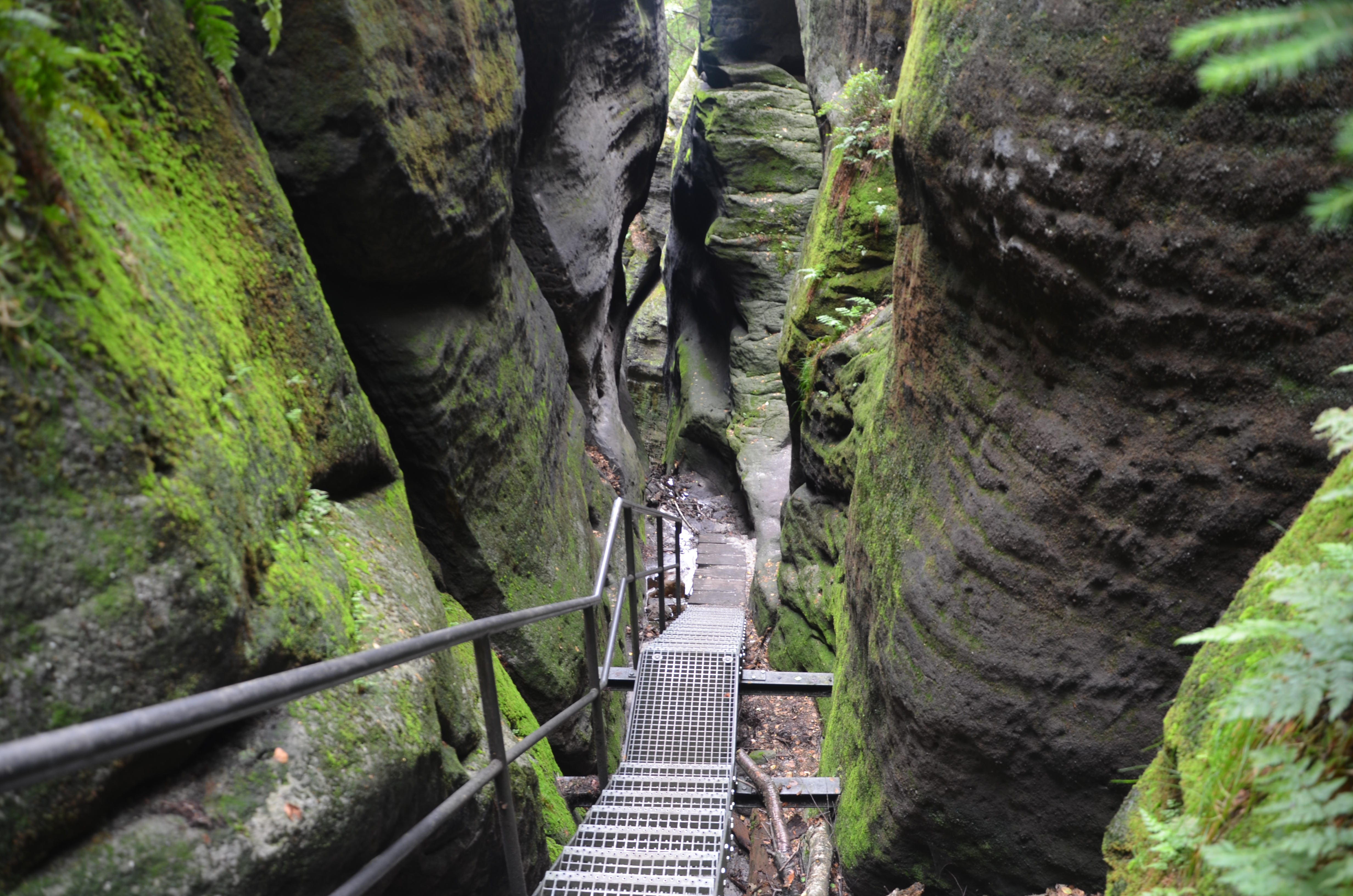
Wildschützensteig, südlicher Aufstieg
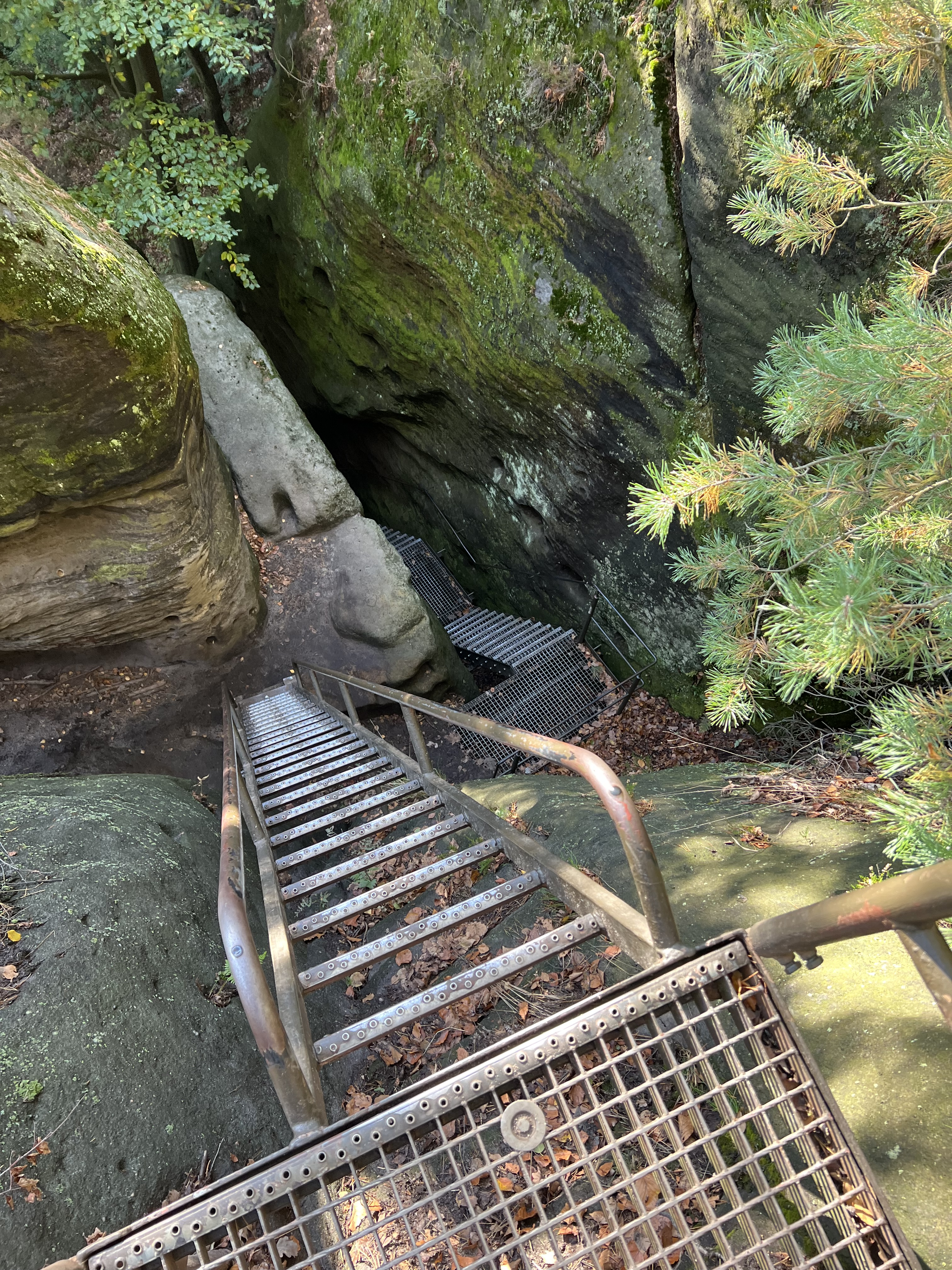
Mittelwinkel, nördlicher Aufstieg
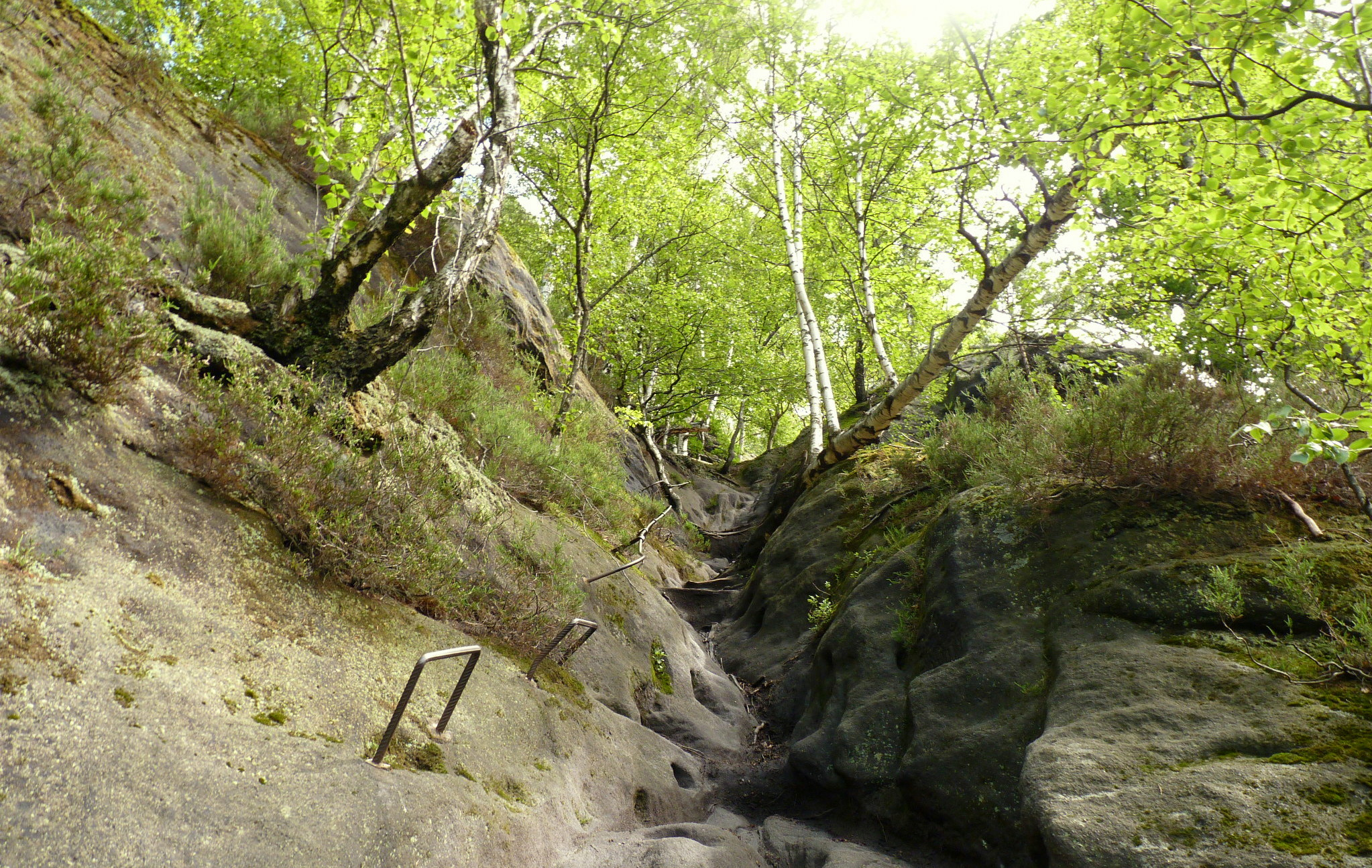
Rotkehlchenstiege
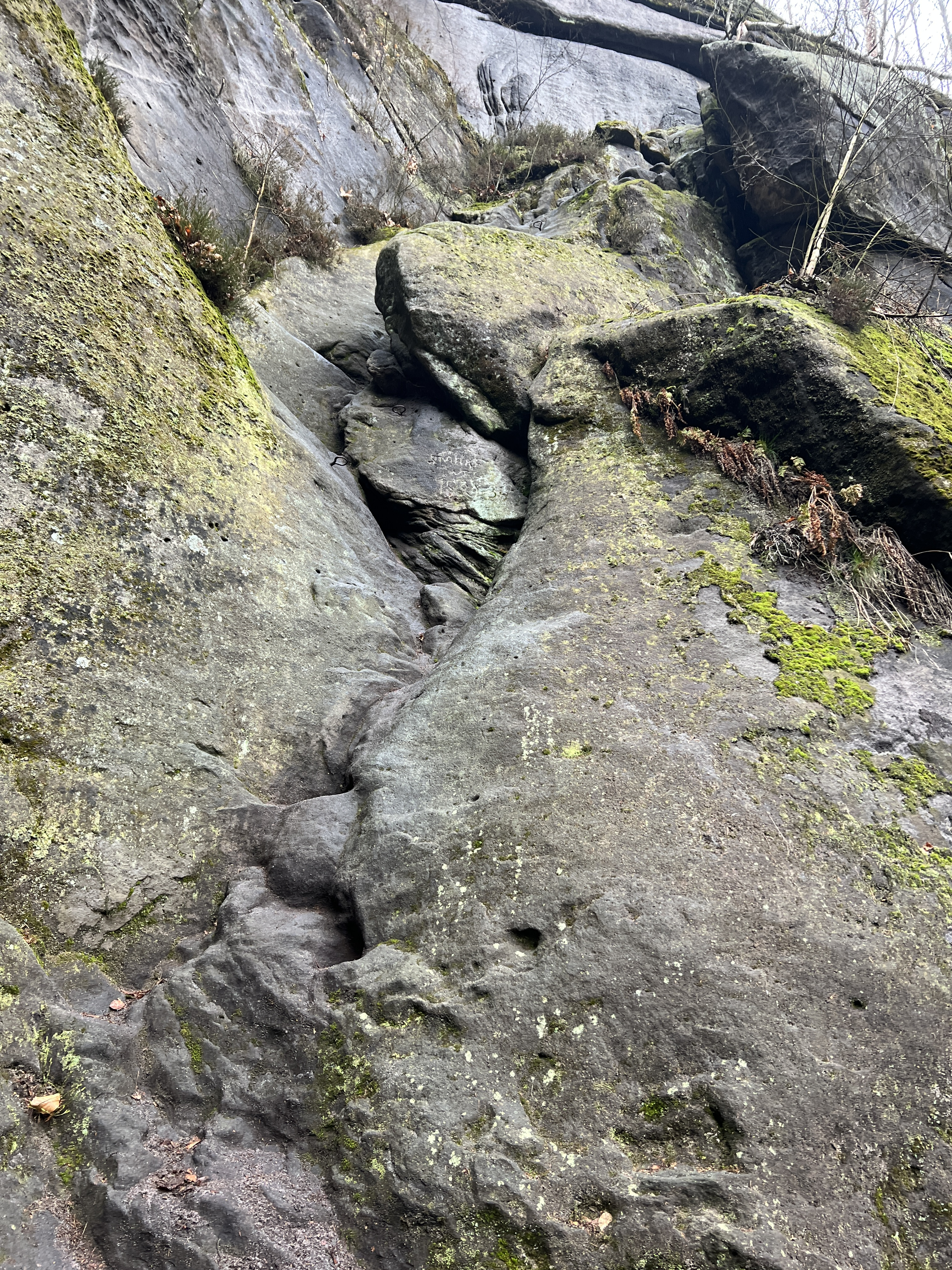
Anspruchsvolle Starke Stiege
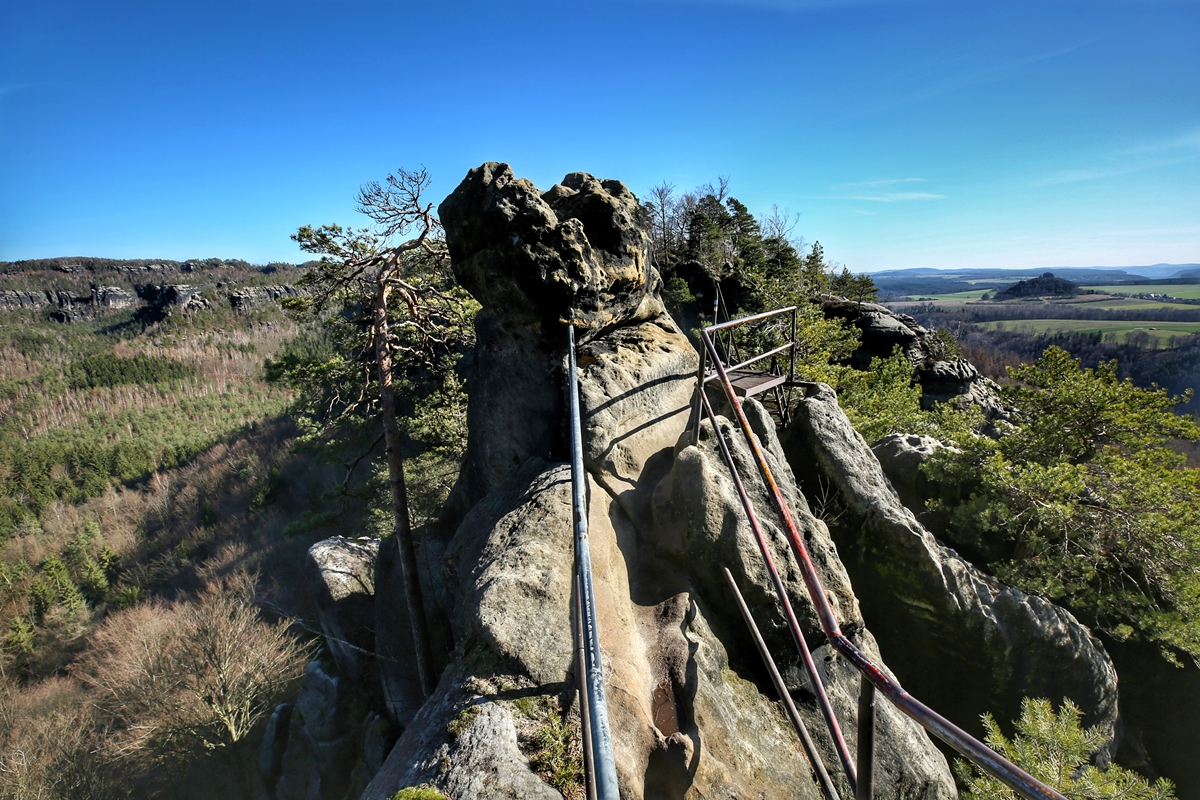
Gratweg auf den Schrammsteinen

## Geschichte
Auf dem Vorderen Torstein befand sich im Mittelalter die Burgwarte Schramensteyn. Sie diente der Herrschaft Wildenstein als Beobachtungsstand auf das Elbtal. Zusammen mit der Herrschaft ging sie 1451 an das Kurfürstentum Sachsen über, bereits im Burgenverzeichnis von 1456 wurde die Burgwarte als verfallen bezeichnet. 1993 entdeckten Bergsteiger auf dem Vorderen Torstein die Reste der bislang nur aus Urkunden bekannten Burgwarte in Form einer Herdstelle, Holzkohlenresten, einer Pfeilspitze und Keramikresten.

## Galerie

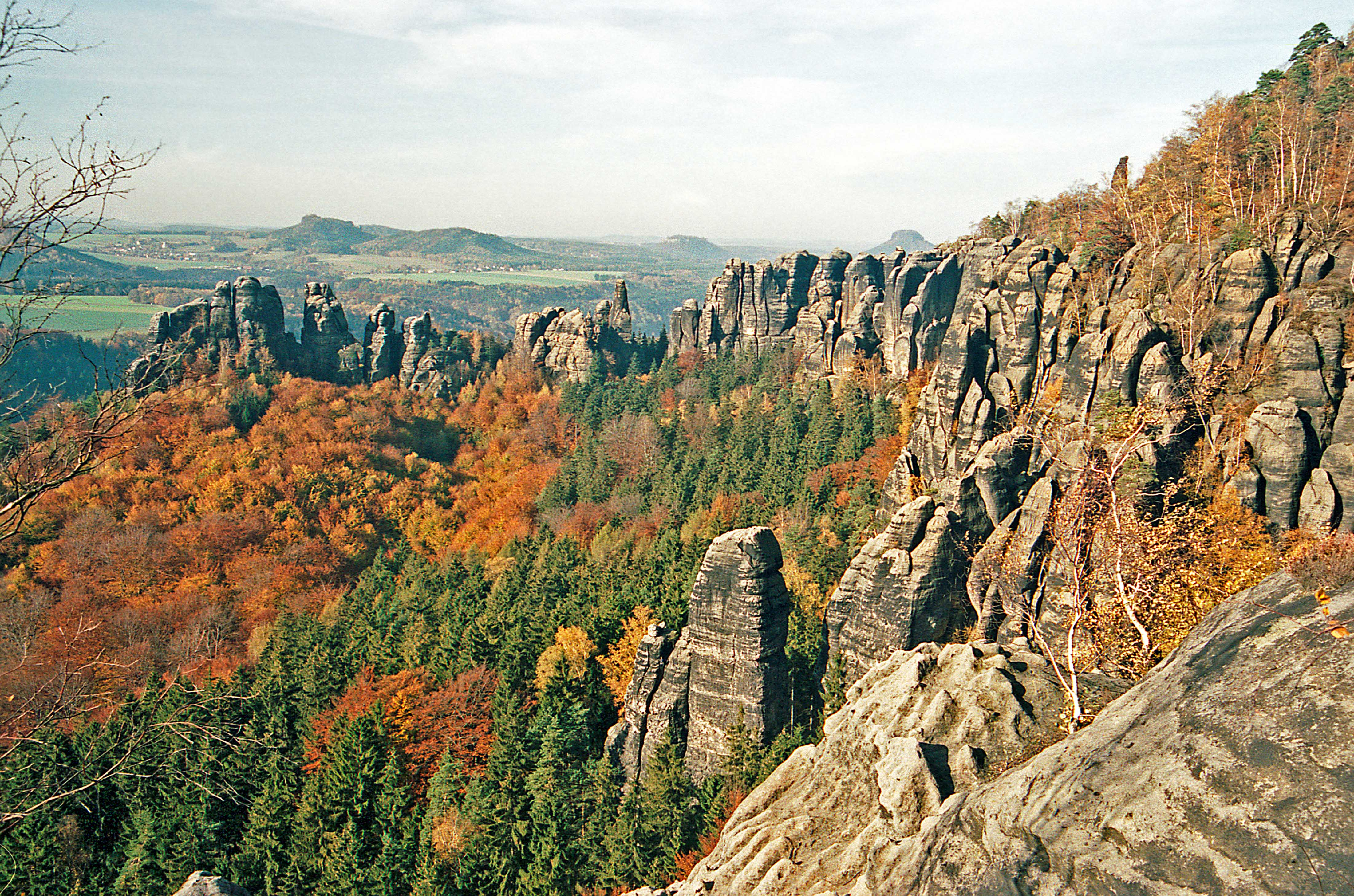
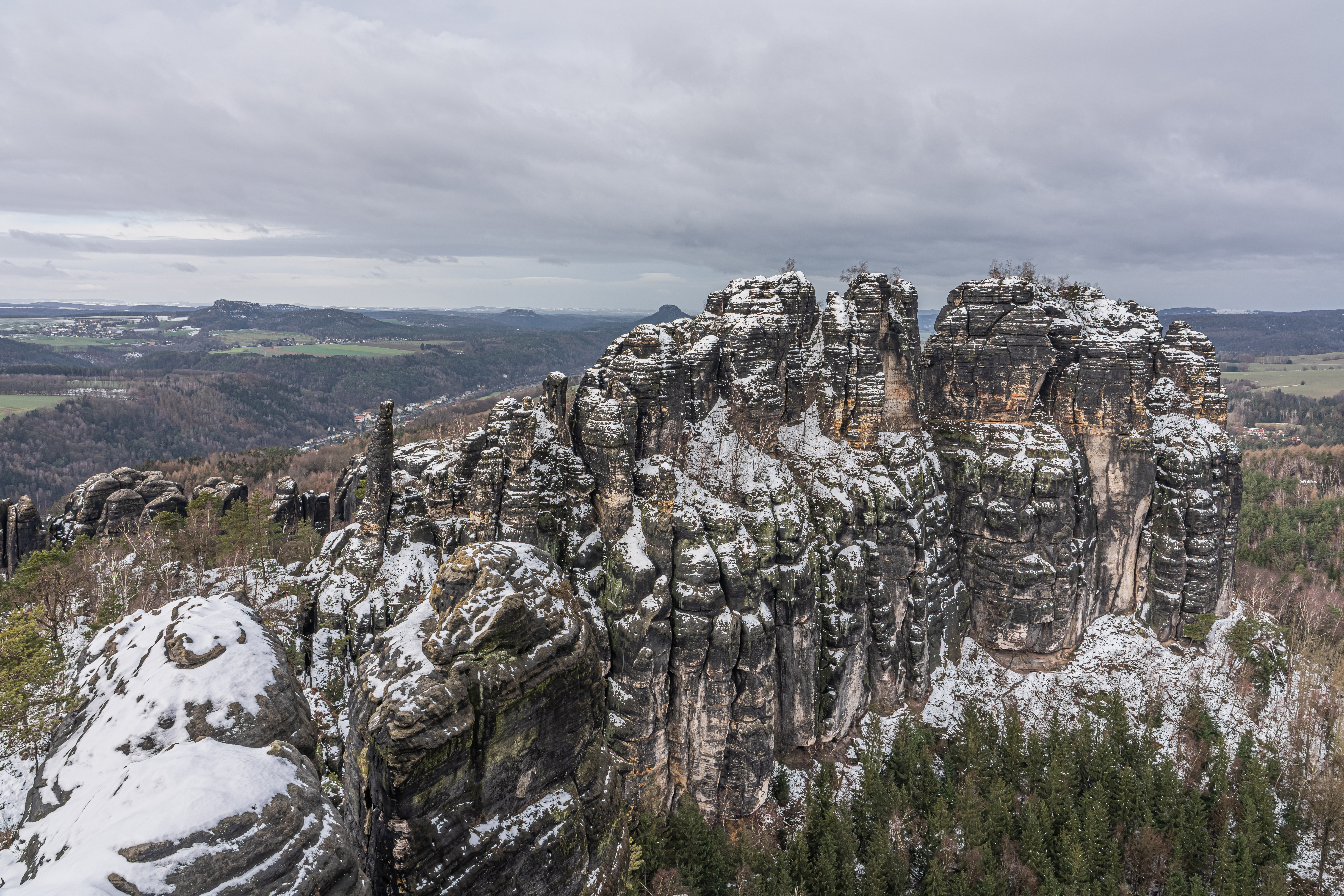
Vordere Schrammsteinkette mit den Torsteinen
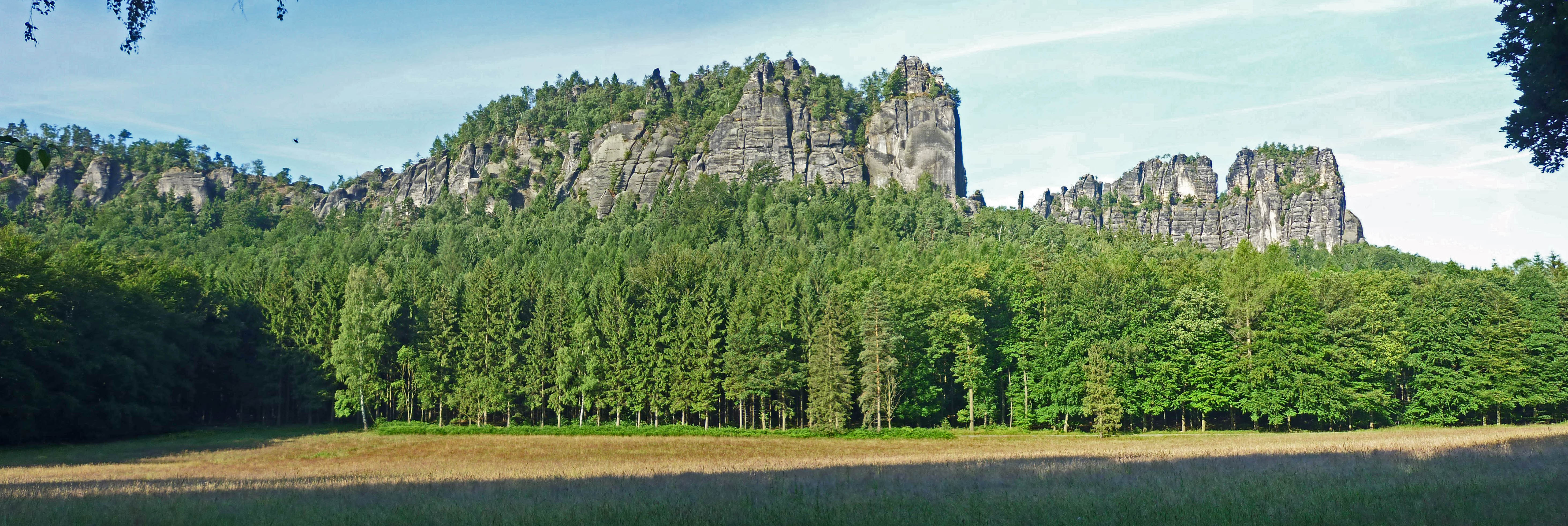
Ansicht von Norden
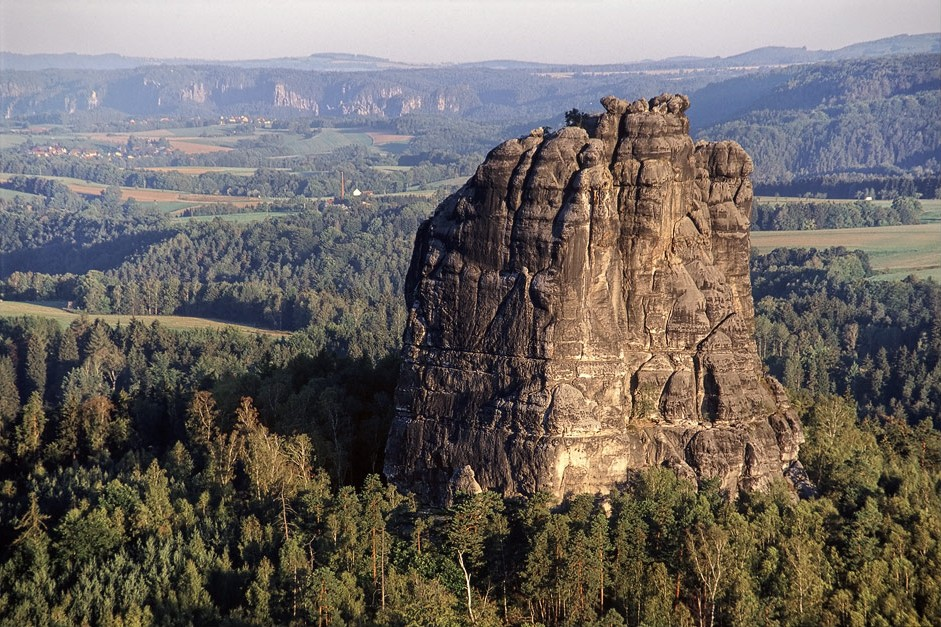
Falkenstein
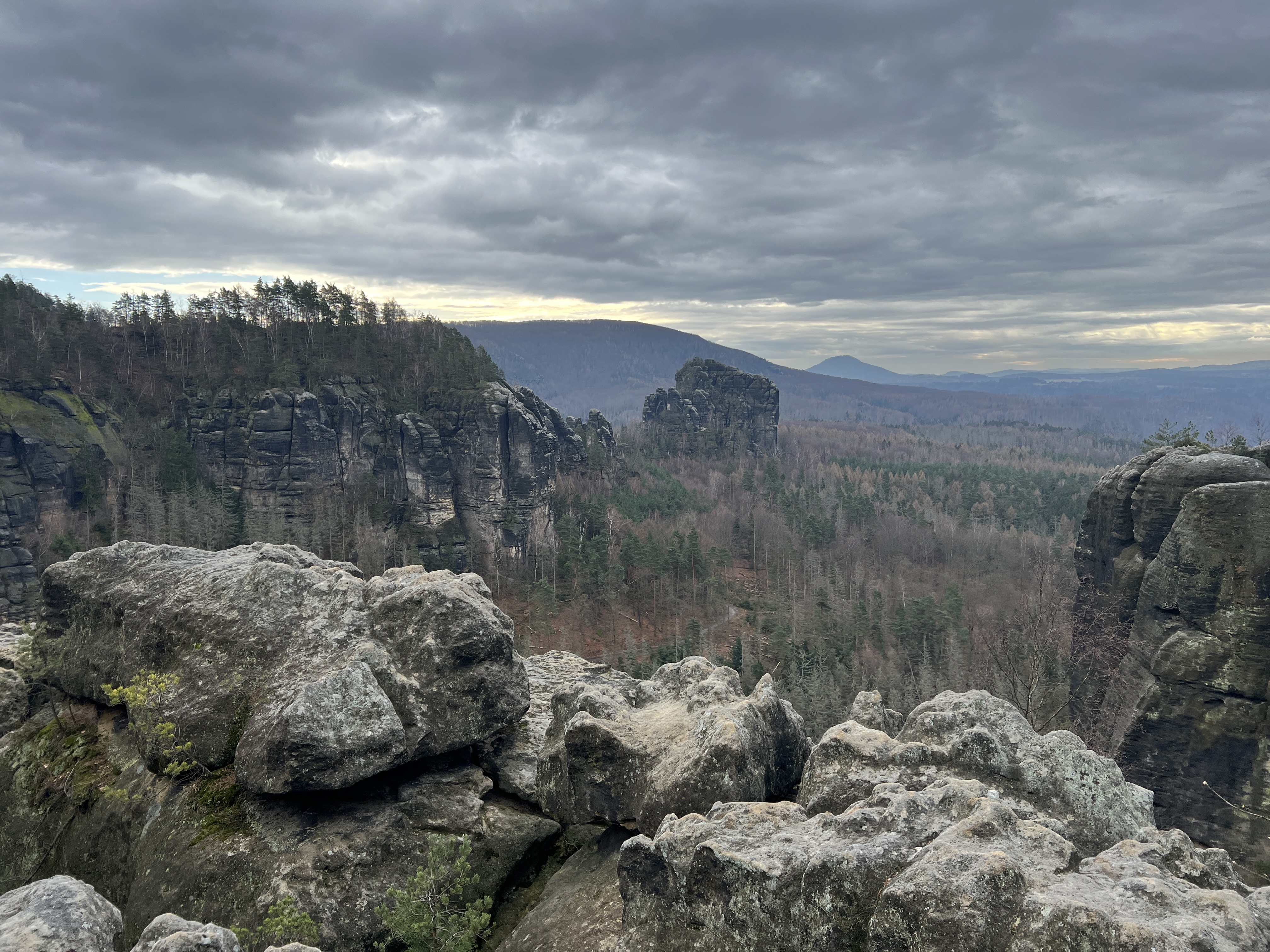
Breite-Kluft-Aussicht
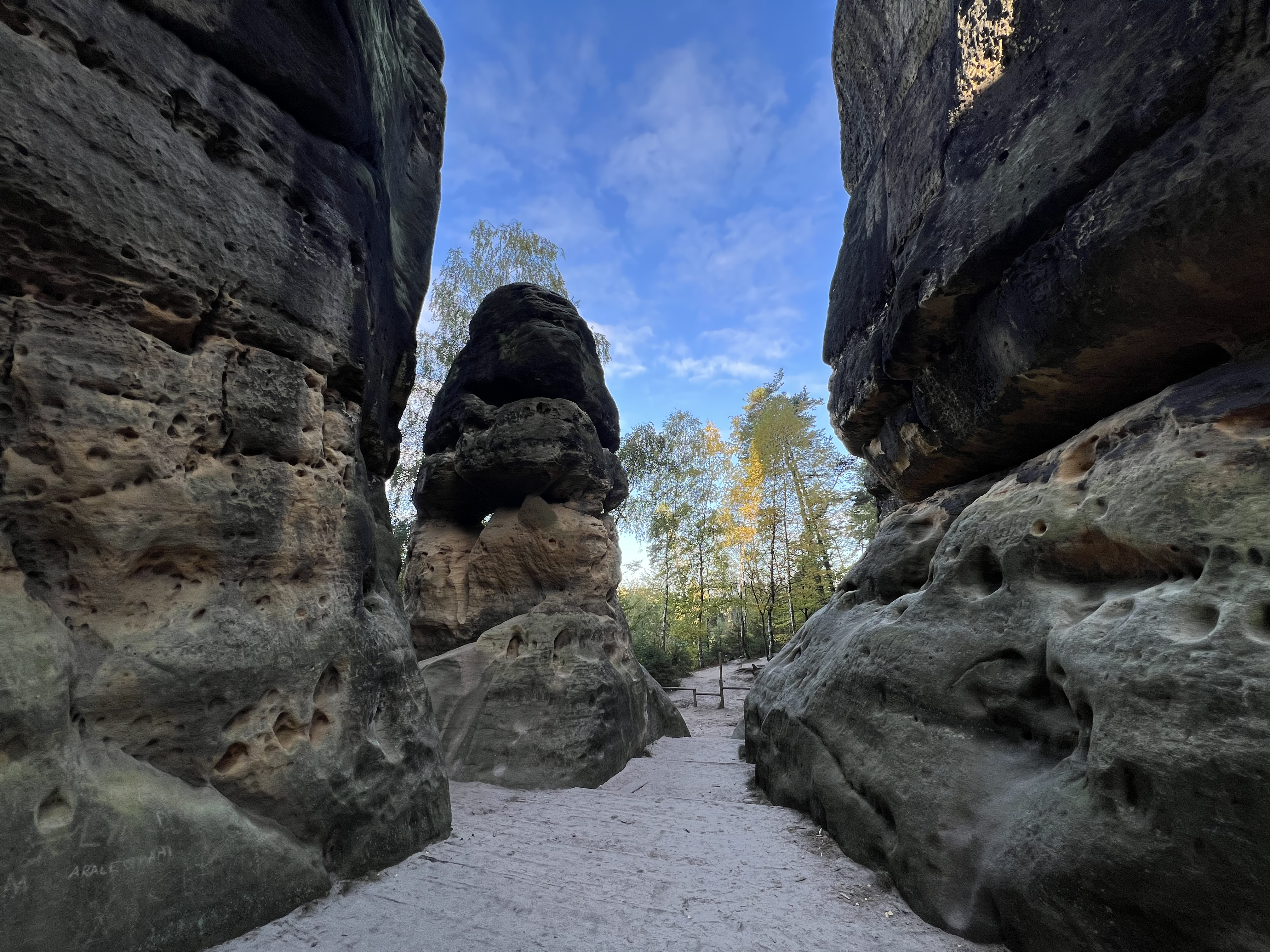
Schrammtor